# Sars-et-Rosières
Sars-et-Rosières ist eine französische Gemeinde im Département Nord in der Region Hauts-de-France. Sie gehört zum Kanton Saint-Amand-les-Eaux im Arrondissement Valenciennes. 

## Geographie
Die Gemeinde Sars-et-Rosières liegt am Fluss Courant de l’Hôpital im Regionalen Naturpark Scarpe-Schelde, auf halbem Weg zwischen den Städten Lille und Valenciennes, fünf Kilometer südlich der Grenze zu Belgien. Sie grenzt im Nordosten an Rosult, im Südosten an Brillon, im Südwesten an Tilloy-lez-Marchiennes sowie im Nordwesten an Beuvry-la-Forêt und Landas. Durch das Gemeindegebiet von Sars-et-Rosières verlaufen die Route nationale 353 und die Autoroute A23.

## Bevölkerungsentwicklung
| Jahr                       | 1962 | 1968 | 1975 | 1982 | 1990 | 1999 | 2010 | 2021 |
| Einwohner                  | 347  | 333  | 295  | 359  | 397  | 378  | 528  | 617  |
| Quellen: Cassini und INSEE |      |      |      |      |      |      |      |      |

## Wirtschaft
Die Firma Sundis SA in Sars-et-Rosières ist eine Vertragspartnerin der Rotho Kunststoff AG.

## Sehenswürdigkeiten

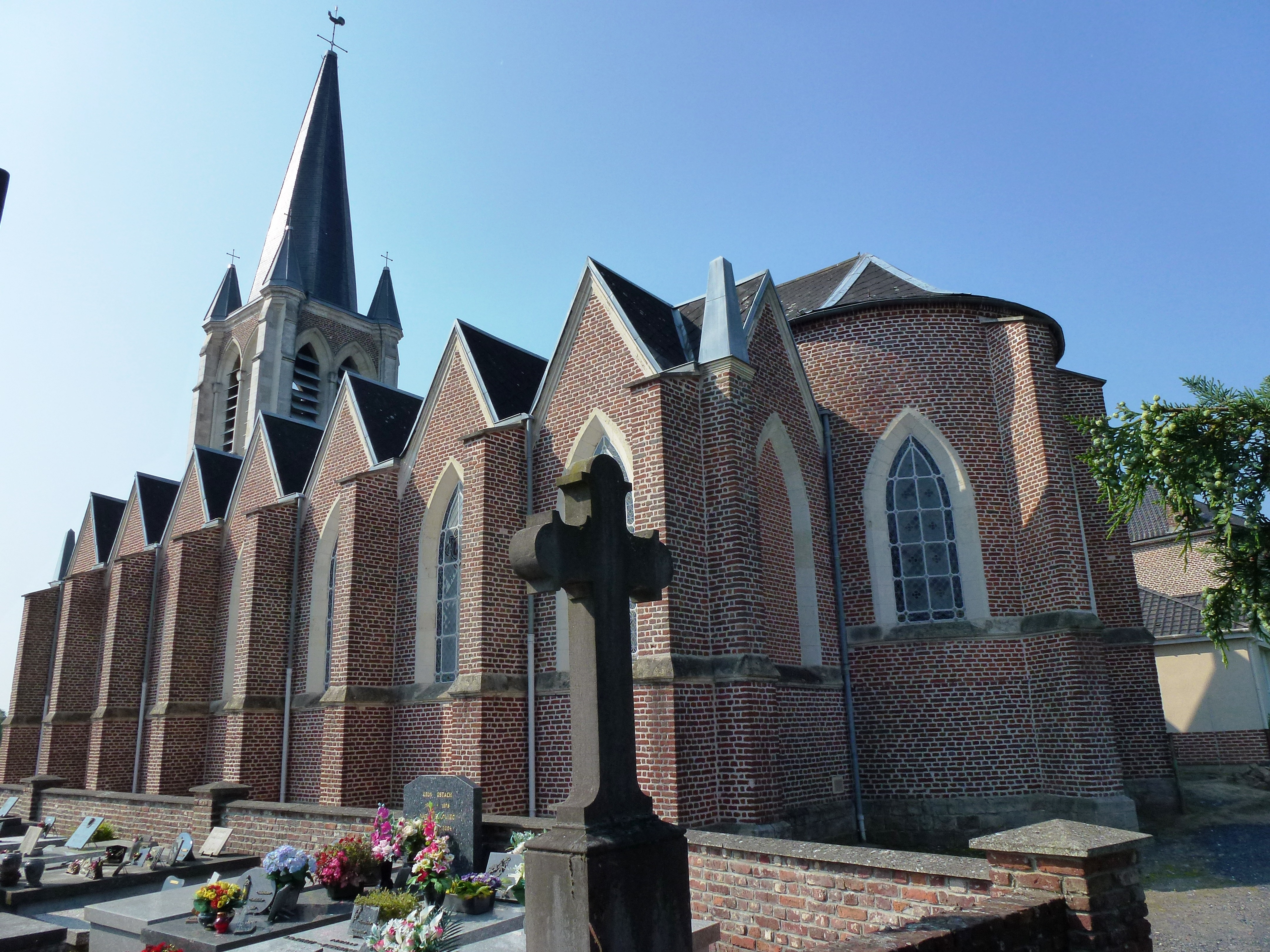
Kirche der Unbefleckten Empfängnis
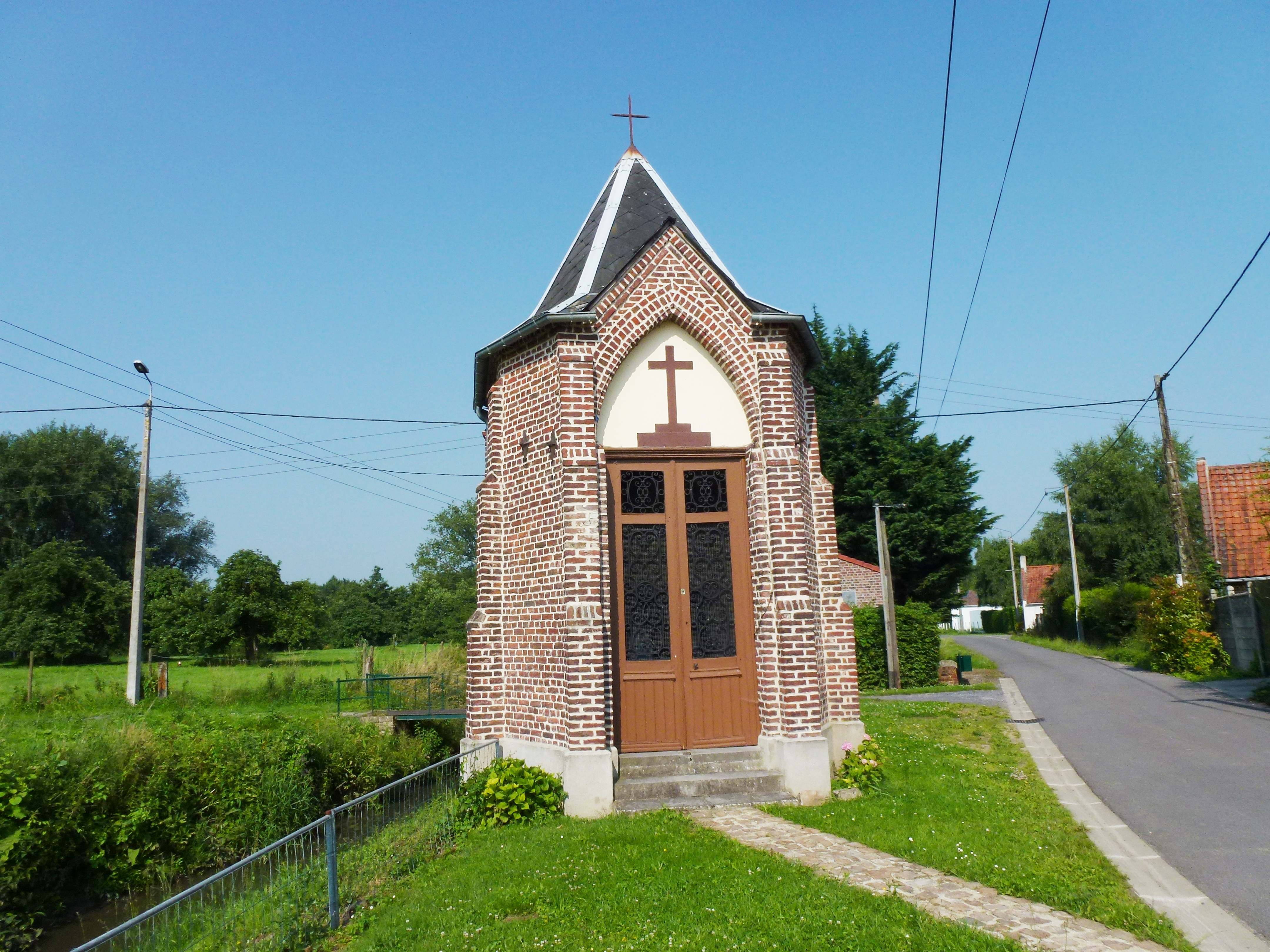
Oratorium
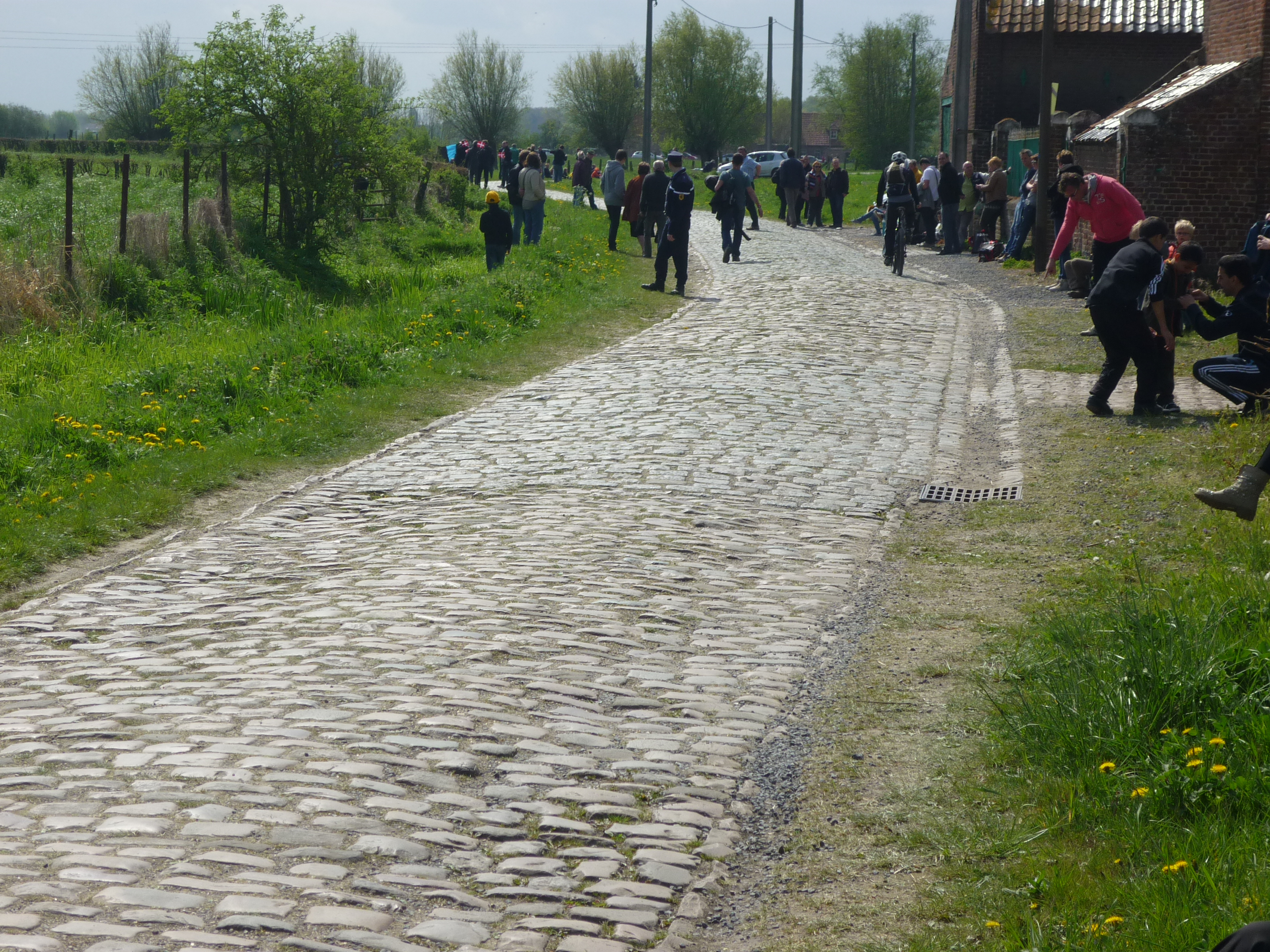
Kopfsteinpflasterstraße in Sars-et-Rosières
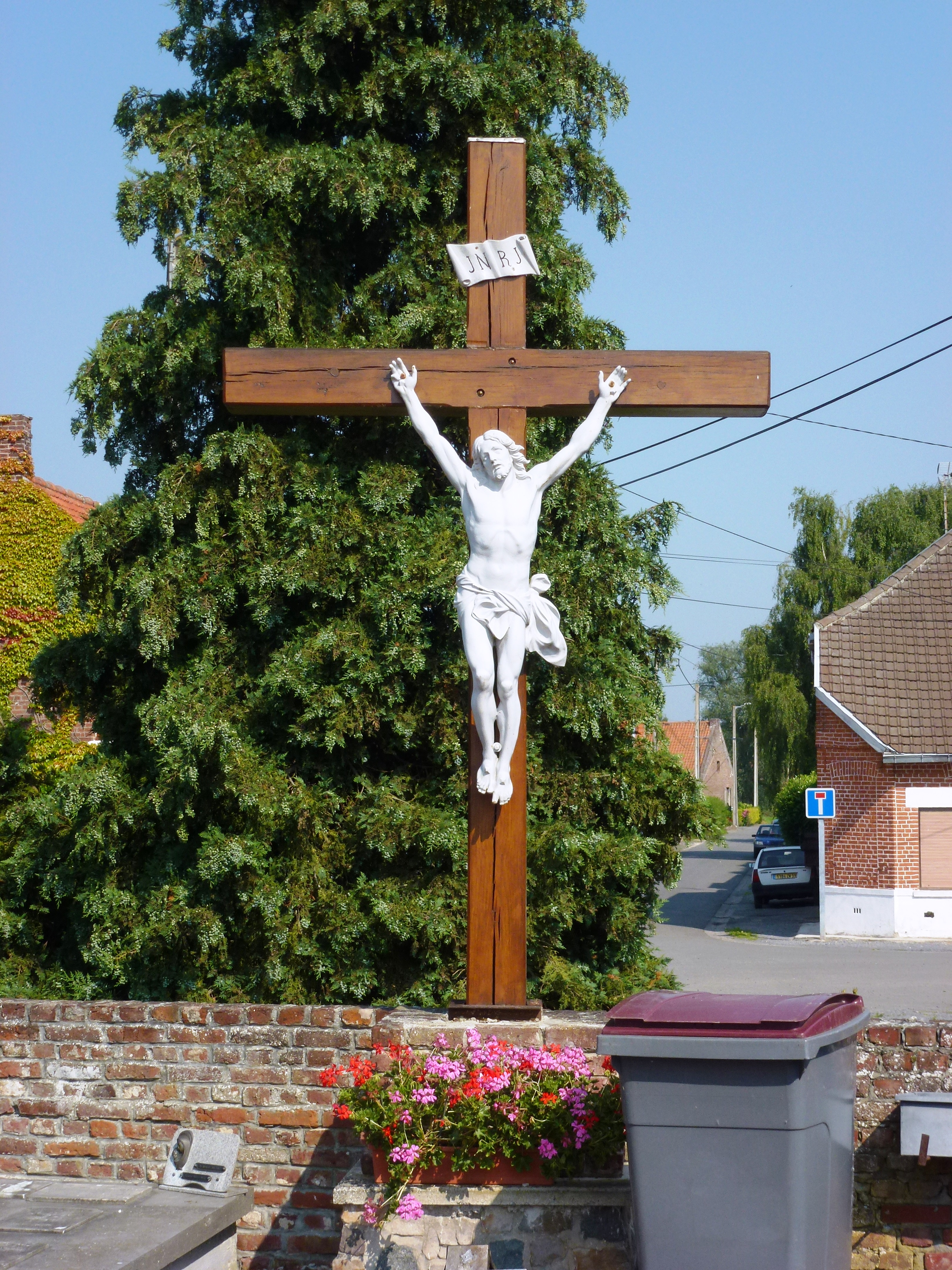
Calvaire am Friedhof

- Schloss Loir

- Kirche der Unbefleckten Empfängnis
- Oratorium
- Kopfsteinpflasterstraße in Sars-et-Rosières
- Calvaire am Friedhof